# David Chow
David Chow est un personnage de fiction du soap opera américain Les Feux de l'amour, interprété par l'acteur américain Vincent Irizarry (en).

## Source
- (en) Cet article est partiellement ou en totalité issu de l’article de Wikipédia en anglais intitulé « David Chow (The Young and the Restless) » (voir la liste des auteurs).